# Bussy-le-Grand
Bussy-le-Grand is een gemeente in het Franse departement Côte-d'Or (regio Bourgogne-Franche-Comté) en telt 265 inwoners (2004). De plaats maakt deel uit van het arrondissement Montbard.
Bezienswaardig is het Château de Bussy-Rabutin.

## Geboren
- Jean-Andoche Junot (1771-1813), Frans generaal

## Geografie
De oppervlakte van Bussy-le-Grand bedraagt 30,8 km², de bevolkingsdichtheid is 8,6 inwoners per km².
De onderstaande kaart toont de ligging van Bussy-le-Grand met de belangrijkste infrastructuur en aangrenzende gemeenten.

## Demografie
Onderstaande figuur toont het verloop van het inwonertal (bron: INSEE-tellingen).